# Himantolophus groenlandicus
Himantolophus groenlandicus är en fiskart som beskrevs av Reinhardt, 1837. Himantolophus groenlandicus ingår i släktet Himantolophus och familjen Himantolophidae. Inga underarter finns listade i Catalogue of Life.